# Accords de paix de Chapultepec

Les accords de paix de Chapultepec sont signés le 16 janvier 1992 dans le château éponyme, au Mexique entre le gouvernement salvadorien et le Front Farabundo Martí de libération nationale. 
Ces accords mettent un terme à la guerre civile qui dure depuis 1979. Le cessez-le-feu prend effet le 1er février 1992, aucune violation ne fut déclarée.
Les premières négociations entre le gouvernement et la guérilla établirent un dialogue sans pour autant mettre fin au conflit. En dépit de plusieurs négociations, le nombre de victimes continuait de croître et la polarisation politique rendaient de plus en plus ardue une résolution pacifique des combats. En 1989, à l'initiative des Nations unies, des tractations aboutirent à des accords concrets sur la sortie du conflit. Au sortir des négociations et à la suite de diverses pressions internes et externes, plusieurs accords et des modifications de la Constitution de la République du Salvador furent décidés.
Le document final des accords se divise en 9 chapitres qui abordent 5 points fondamentaux : la modification des forces armées du Salvador, la création de la Police Nationale Civile, des modifications du système judiciaire et de la défense des droits de l'Homme, la modification du système électoral ainsi que l'adoption de mesures économiques et sociales. Les accords de paix virent également la dissolution des troupes de déploiement rapide et le transfert des services de renseignement sous la responsabilité du président. Les unités du FMLN sont démobilisées en vertu des accords. La réalisation de ces accords se fit sous la tutelle d'une mission spéciale des Nations unies.